# Convent de Sant Vicenç Ferrer (Manacor)

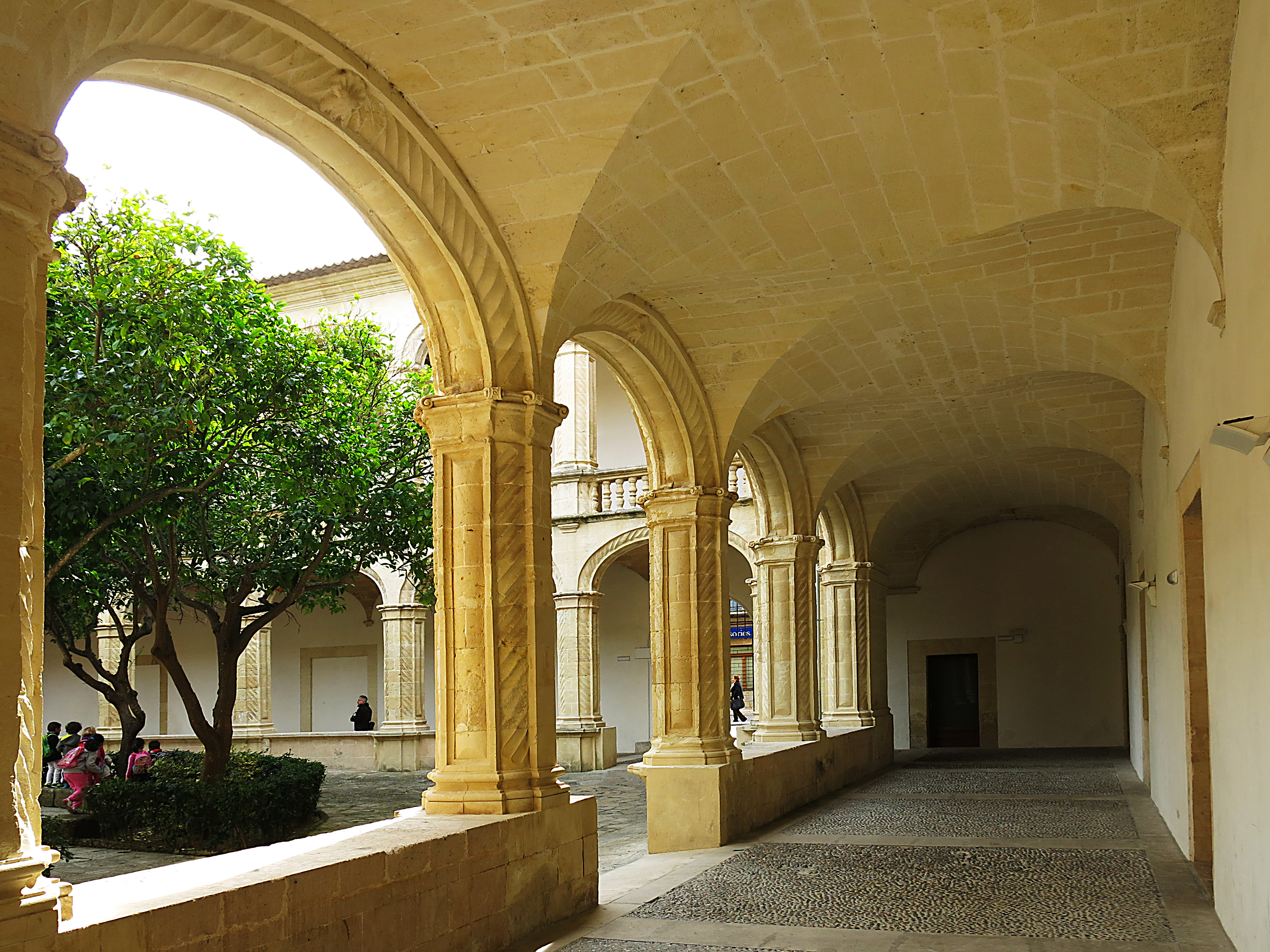

El Convent de Sant Vicenç Ferrer, conegut localment com a es Convent, és un antic convent dominic que consta d'una església i un claustre d'estil barroc, construïts entre els segles XVII i XVIII. Està situat a la plaça del Convent de Manacor, immers dins el centre històric de la ciutat, i forma un dels conjunts històrics i artístics més emblemàtics de la població.
A 1835 el claustre passà a mans de l'estat a causa de la desamortització de Mendizábal. De llavors ençà, el pati i les dependències annexes han patit diverses modificacions i han estat destinades a varis serveis administratius, educatius i penals. El 1919 es declarà monument nacional, fet que va salvar-lo de l'esbucament.
La clastra columnada, així com la Capella del Roser, el retaule xorigueresc i l'orgue de l'ésglésia són perfectes exemples de la consolidació del gust per l'estètica barroca exuberant al Manacor de l'època moderna.

## Història

### Els dominics
L'orde dels predicadors, o dominics, s'instal·laren oficialment a Manacor el 1576, data en què Felip II en va autoritzar la fundació mitjançant la llicència signada a San Lorenzo de El Escorial. La primera comunitat es va allotjar en unes cases particulars on varen aixecar una primera capella dedicada a Sant Vicenç Ferrer, que un segle abans havia predicat per terres manacorines.
També es va procedir a l'adquisició d'uns terrenys al costat, un lloc encara no edificat, fora de l'antic nucli urbà. El complex conventual s'enllestí en el curs del segle xvii. L'any 1627 l'obra de l'església estigué acabada, excepte la decoració. El 1617 s'inicià el claustre i el 1692 es començà la capella del Roser.
L'església de Sant Vicenç Ferrer de Manacor va ser la segona de l'orde domic a Mallorca, després de la de Ciutat (1296). La majoria dels convents eren bastits de nova planta, la qual cosa va suposar la potenciació de la demanda artística.

### La Llorençada i la desamortització
En el context de les Guerres Carlines en el segle xix, La Llorençada és el nom que rebé l'aixecament carlí que es produí a Manacor la vigília de Sant Llorenç, el 9 d'agost de 1835. Uns 200 homes armats proclamaren rei el pretendent Carles Maria Isidre de Borbó i empresonaren els liberals, partidaris d'Isabel II, més destacats de la vila. Les tropes enviades des de Ciutat dia 11 dematí sufocaren ràpidament els insurrectes.
Aquesta revolta provocà que els frares fossin acusats de col·laboradors i jutjats pels tribunals militars. Maldament els frares foren considerats innocents, i coincidint amb el procés de desamortitzador, l'Estat s'apropià ràpidament del convent. Les terres foren venudes, els béns mobles subhastats, les dependències del claustre cedides a l'Ajuntament i el temple convertit en "ajuda de parròquia".

### Nou usos i modificacions
Després de la desamortització, els responsables municipals manacorins demanaren la cessió de l'antic convent per a destinar-lo a casa consistorial. Per poder-ho dur a terme es varen realitzar les primeres obres de reforma a les antigues dependències conventuals.
Tanmateix, el claustre es va transformar moltes vegades. Una de les més modificacions més importants fou la construcció de la presó. L'edifici també va allotjar un col·legi, telégrafs, parada de sementals, jutjats, etc.

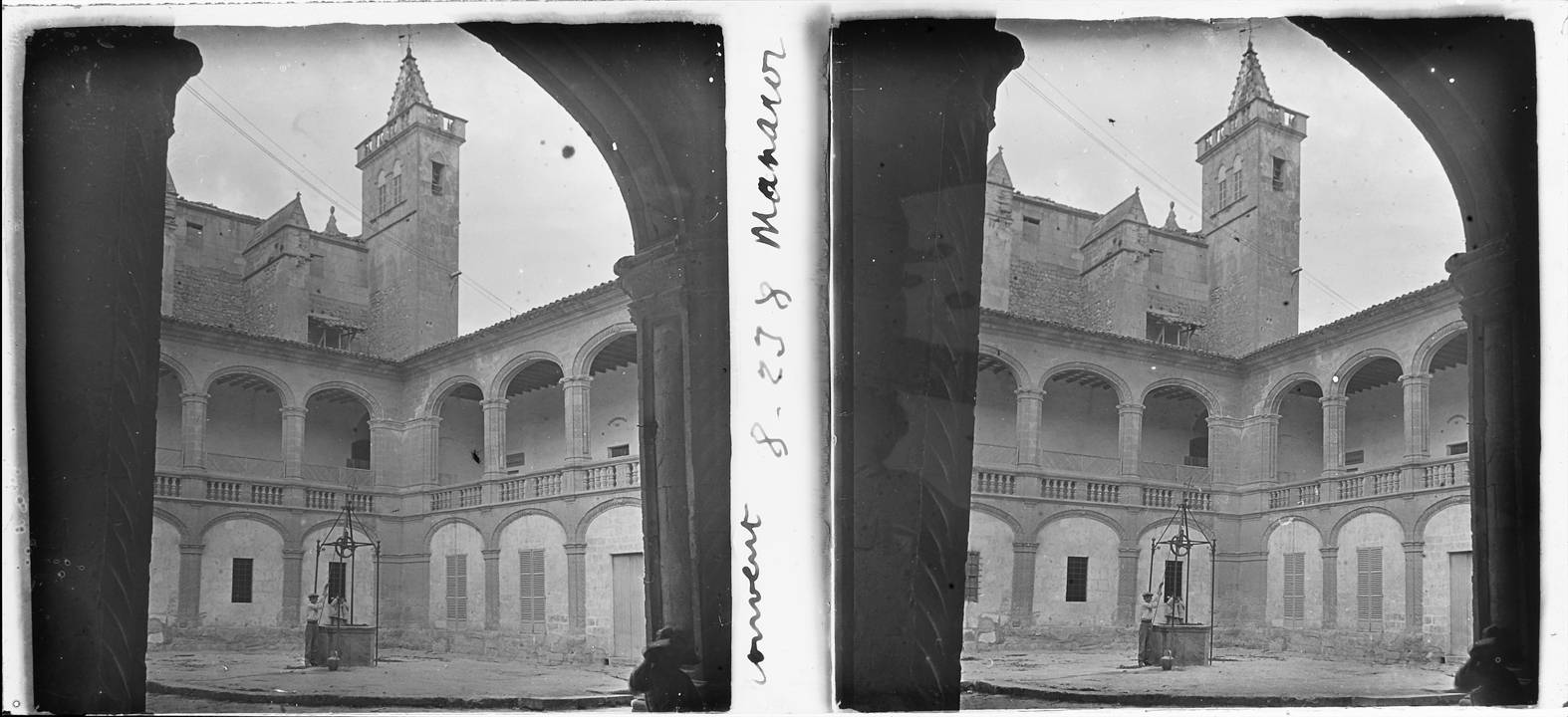

Les antigues terres dels frares també quedaren lliure per afavorir el creixement de la vila cap al camí de Ciutat. Tot i així, les noves cases crearen una barriada aïllada i sorgí la necessitat de fer nous carrers que connectàssin el casc antic amb l'eixample.
Aquesta exigència urbanística va fer que es volgués esbucar el claustre. Per intentar impedir-ho, mossèn Antoni Maria Alcover i altres personalitats reivindicaren el dret de propietat, però no l'assoliren. Tot i així, el 1919 va ser declarat monument nacional i l'ajuntament no el pogué esbucar. Actualment, tot i que el seu ús continua vinculat a l'administració, el claustre ha esdevingut una plaça oberta, un espai de trànsit i de comunicació per a tots els manacorins i manacorines.

## Església

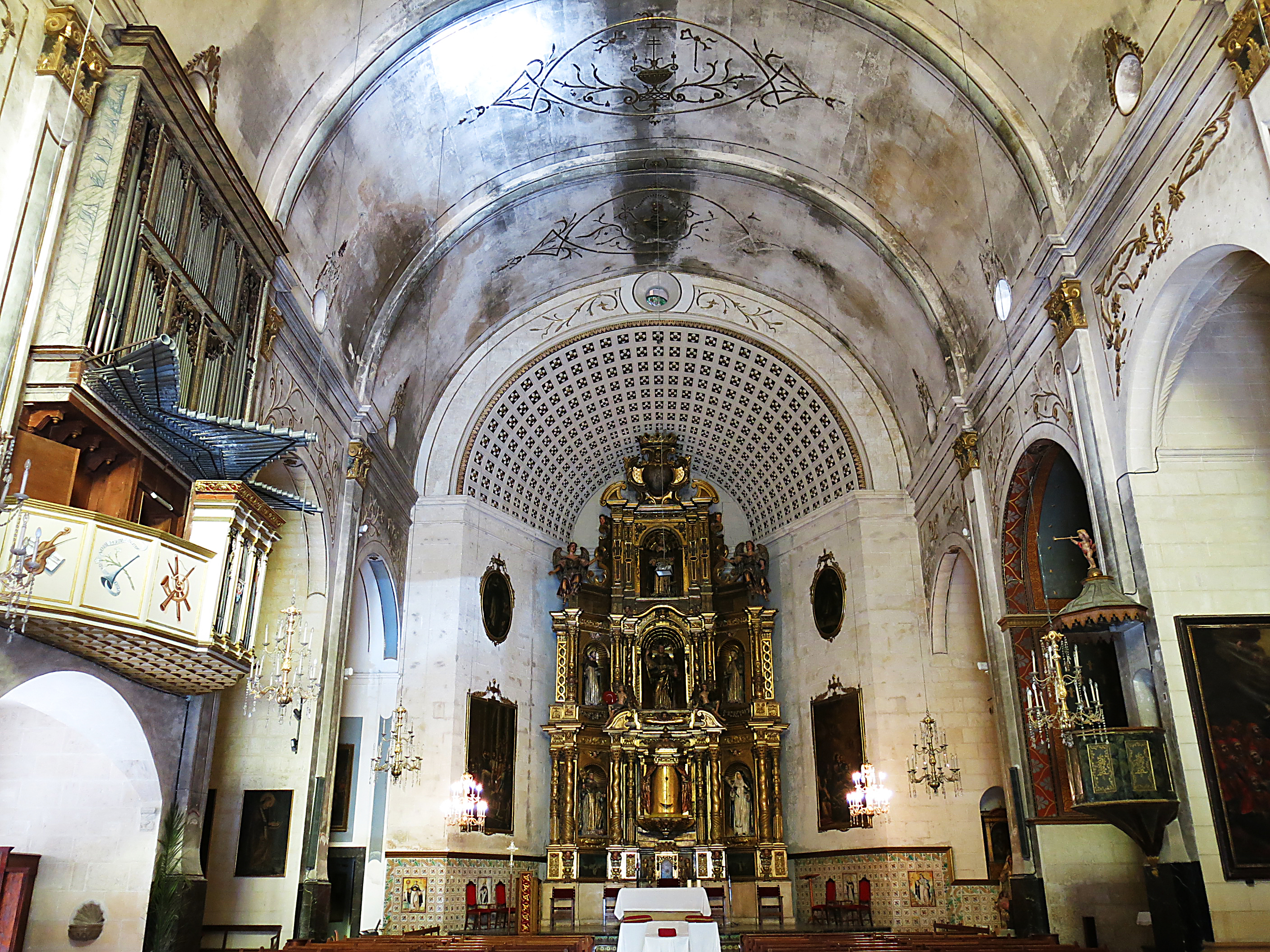
Església de Sant Vicenç Ferrer. A l'esquerra shi troba l'orgue. Al centre, el retaule de l'Altar Major

L'església segueix trets bàsics d'església conventual barroca a Mallorca. El desenvolupament de la planta es resol amb nau única entre capelles laterals, cinc per banda, i capçalera absidal de perfil trapezoïdal. Als peus de l'església s'aixeca el cor sobre una tribuna sostinguda per un gran arc rebaixat i una volta de creueri.
La coberta, de volta de canó, recolzada en arcs faixons, arranca de l'entaulament que corre per damunt de les pilastres de capitells composts adossades als murs laterals. Entre cada una d'aquestes s'obrin, sota arc de mig punt, les capelles.

A la façana, d'acusat planisme, s'hi obri el portal inscrit en un arc de mig punt i, en el mateix eix, una combinació de finestra geminada amb rosetó. Capcima el frontis un hastial triangular amb el vèrtex trencat per l'assentament de l'estàtua de Sant Vicen Ferrer, la qual li falta actualment una mà per mor d'un acte bandàlic. El campanar, de base rectangular i coronament piramidal, en el lateral esquerre romp la simetria del conjunt. En el seu costat sud-oest hi destaca un rellotge de sol.

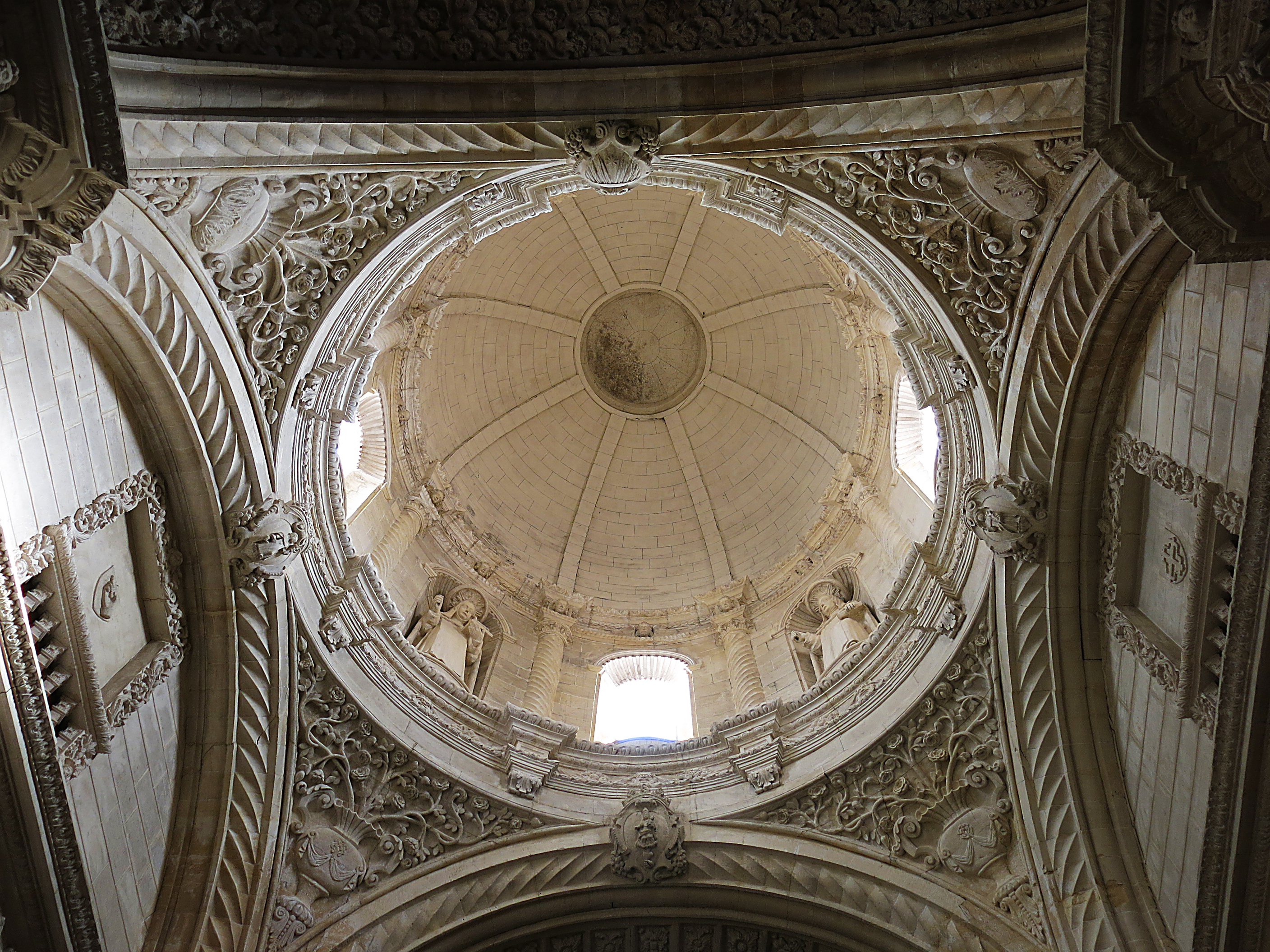
Cúpula semiesfèrica de la Capella del Roser

### Capella del Roser
L'any 1692 el Consell de Pares va decidir construir una capella dedicada a la Mare de Déu del Roser. La capella del Roser, també anomenada Capella Fonda, s'adscriu estilísticament al barroc i s'obri entre dos contraforts de l'església. En la concepció espacial s'introdueix el sentit monumental, mitjançant l'articulació estructural d'un espai únic cobert per cúpula semiesfèrica i sustentada per suports composts.

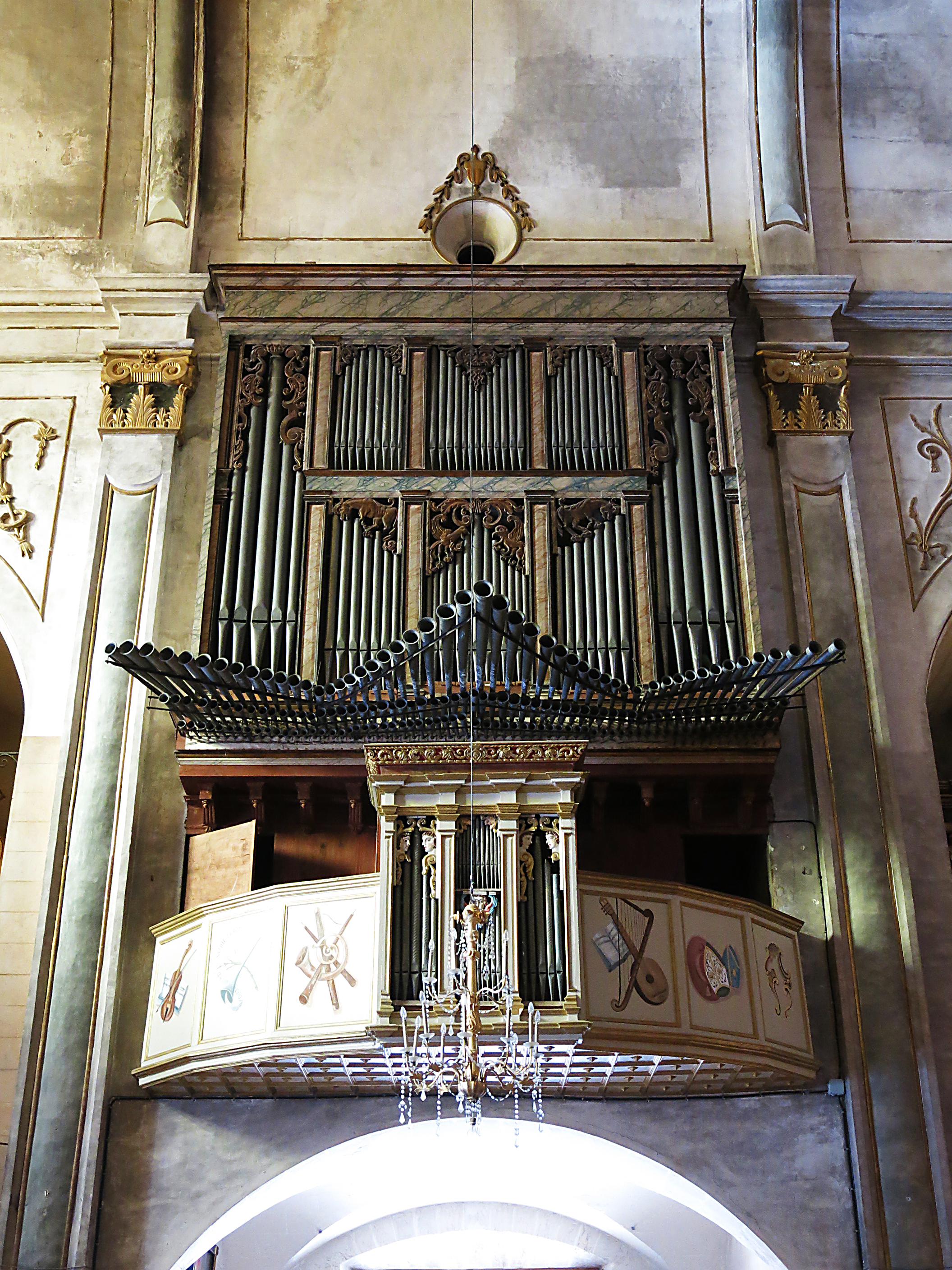
Orgue del convent de Sant Vicenç Ferrer

### Orgue
Un element barroc destacat és l'orgue tubular, decorat amb pintures de diversos instruments de corda i de vent. La proposta de construir un orgue per al convent de l'ordre de Predicadors es va fer el 14 d'agost de 1600, a la universitat de Manacor. Els darrers anys s'ha celebrat al Convent de Sant Vicenç Ferrer un festival dedicat a la música per a orgue. Un dels objectius d'aquest festival és la recapta de donacions per a la restauració de l'instrument.

### Els retaules
La percepció barroca del temple conventual és determinada per la configuració dels objectes litúrgics, com els retaules, que omplen les capelles, a través dels quals es desenvolupa un programa iconogràfic dedicat a la veneració dels sants i de les devocions de l'orde de predicadors, que culmina en el retaule de l'Altar Major.
El retaule major està dedicat a Sant Vicenç Ferrer, titular de l'església. Es desplega al fons de l'altar ocupant-ne tota l'amplada fins al capdamunt de la volta, amb la qual cosa aconsegueix unes mesures de 14 x 6'66 x 2" 17 metres. Està treballat amb escultura exempta de talla, relleus i pintura a l'oli sobre tela, tot daurat i policromat. El conjunt retaulístic es convertia així en l'instrument litúrgic més efectiu per vehicular els ideals contrareformistes, alhora que consolidava el gust per l'estètica barroca a Manacor.

## Claustre

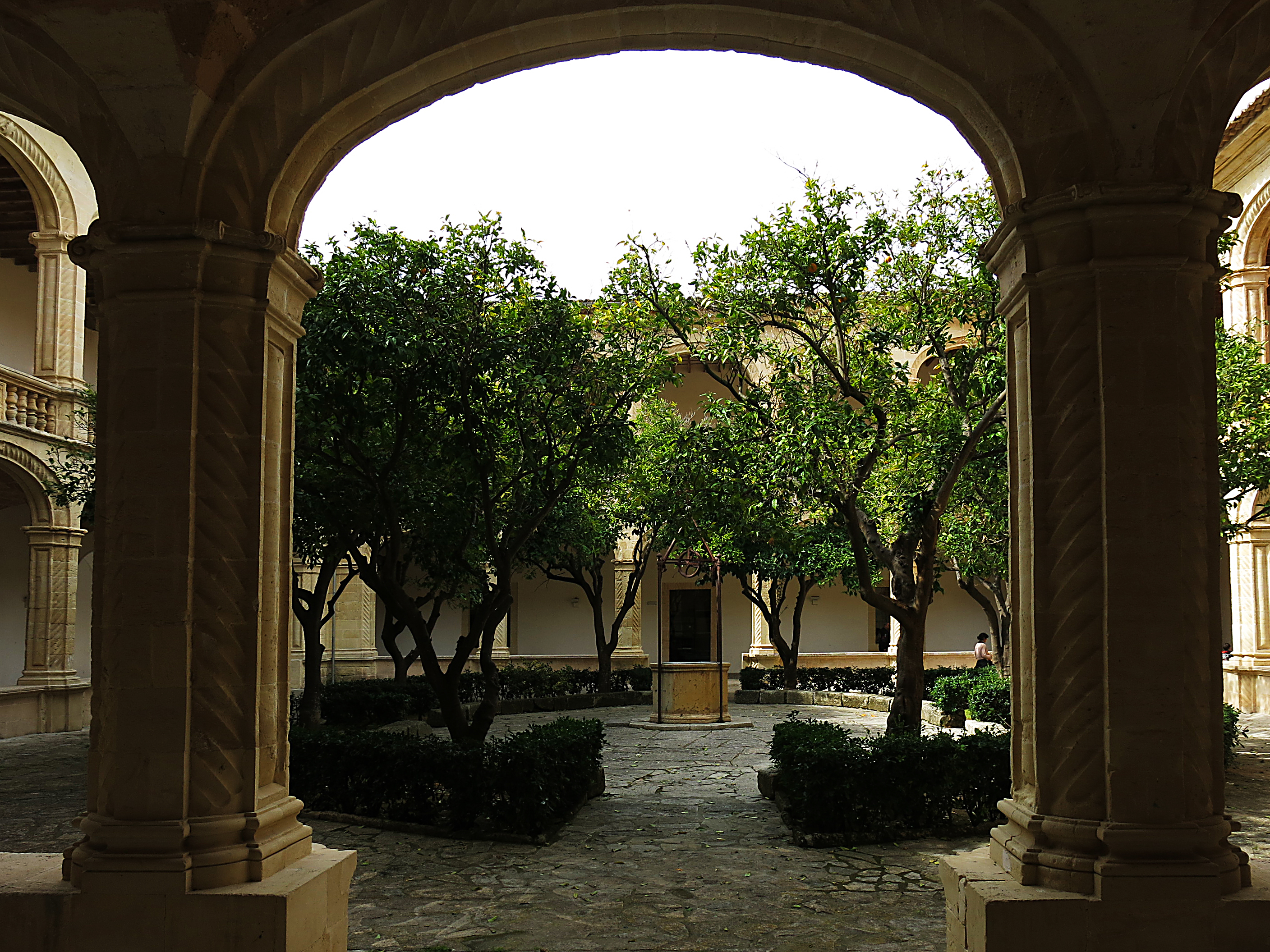

Es tracta d'un recinte de planta rectangular voltat per una doble galeria, planta baixa i pis. La galeria s'articula a partir d'arcs escarsers recolzats en pilars octogonals voltats de pilastres i mitges columnes amb decoració d'estries helicoïdals. El pati central té un espai enjardinat i al mig sobresurt el coll d'una cisterna sobre la qual es recolza una estructura de ferro forjat, que és rematada per la creu dominica.
L'ornamentació es completa amb els plafons que es disposen en el bell mig de les balustrades, els quals presenten el relleu d'un gerro amb tres flors, que són substituïdes per motius de la iconografia dominicana en els que estan situats a l'alçada del creuer de les galeries est i oest. Finalment, les quatre voltes dels angles es tanquen amb les claus en què hi ha els relleus de l'escut dominic, el Trigrama de Crist, que es repeteix en una segona clau, i l'escut de Manacor.
Aquest mateix escut, tot i que amb una iconografia més antiga, el podem veure en forma de grafit a la galeria nord amb la data 1638.

## Façana de l'ajuntament

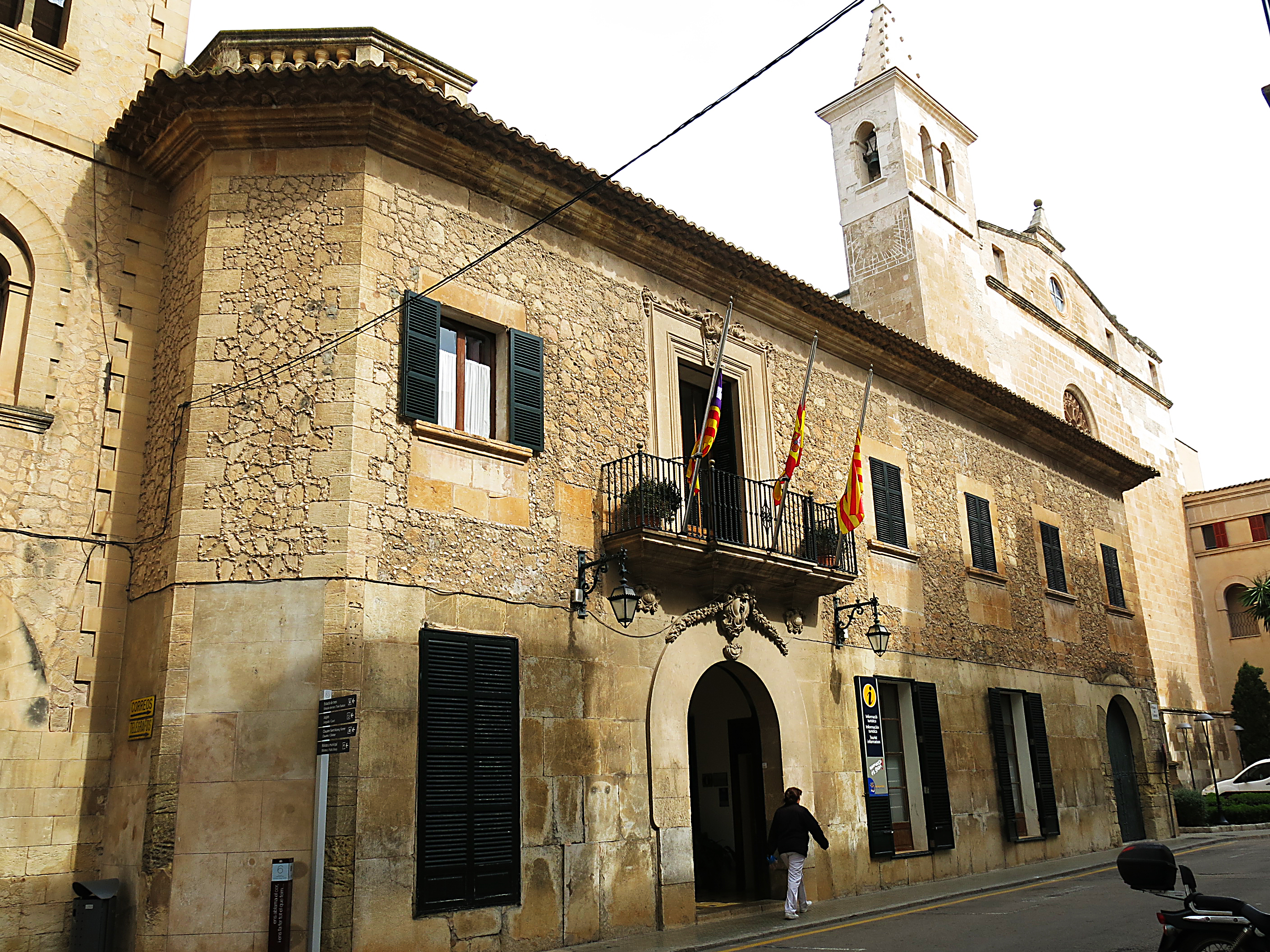
Façana de l'ajuntament

Arrel del trasllat de l'Ajuntament a les dependències de l'antic claustre es plantejà la conveniència d'una sèrie de reformes, una de les quals consistí en una nova configuració de l'exterior, d'acord amb la nova funció assignada a l'edifici.

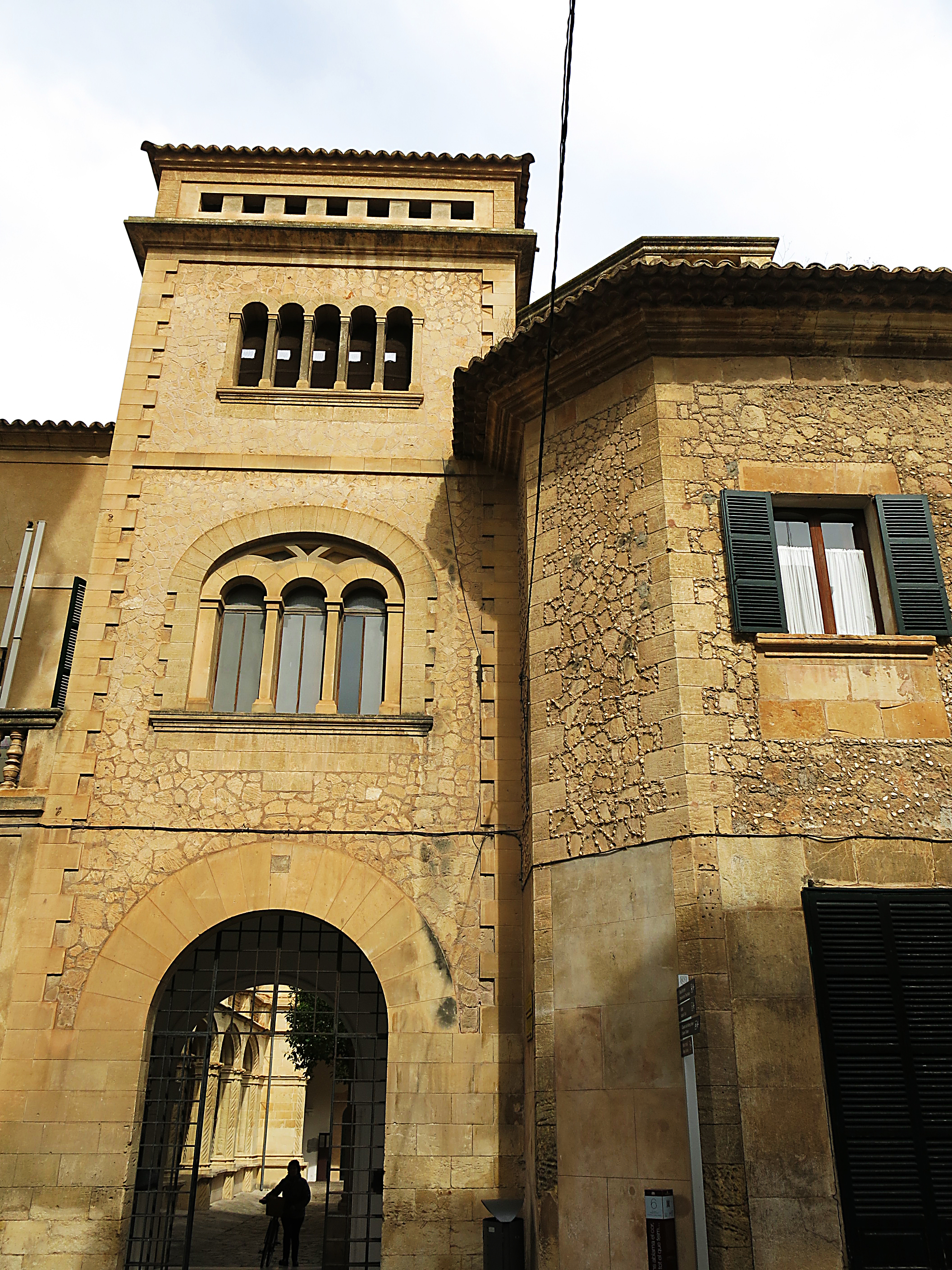
Torre adossada de la façana de l'ajuntament, la qual dona accés al claustre

Presideix la composició la zona de l'accés amb arc rodó, el qual perfil superior és seguit per una garlanda vegetal interrompuda a l'indret de la clau per l'escut de Manacor. A sobre en el mateix eix destaca la finestra balconera, amb un marc en ressalt, dotada d'un balcó ben motllurat.
Cal parar esment en l'enllestit: revestiment de carreus de pedra, regulars a la planta baixa i irregulars i de menor grandària a la resta acusant el seu contorn mitjançant la incrustació de petits macs.
La torre adossada a un costat, accentuant l'asimetria del conjunt, és de planta quadrada, amb planta baixa i dos pisos separats per impostes. Un gran arc rodó a la planta baixa dona accés al claustre. Als pisos s'hi obrin finestres coronelles agrupant-se els arquets de la del primer pis sota un arc rebaixat.
L'estil de la façana, per tant, és característic del corrent regionalista. Els trets dels estils històrics propis de la regió, però, es mesclen amb aditaments barrocs.